# Acanthodiscus
Genre
Acanthodiscus est un genre d'ammonites de la famille des endémocératidés du Crétacé inférieur. Elle pouvait atteindre plus de 25 cm de diamètre.

## Espèces
- Acanthodiscus radiatus (France : Ardèche)
- Acanthodiscus rebouli (Maroc : Pays De Haha)